# Wolfgang H. Zangemeister

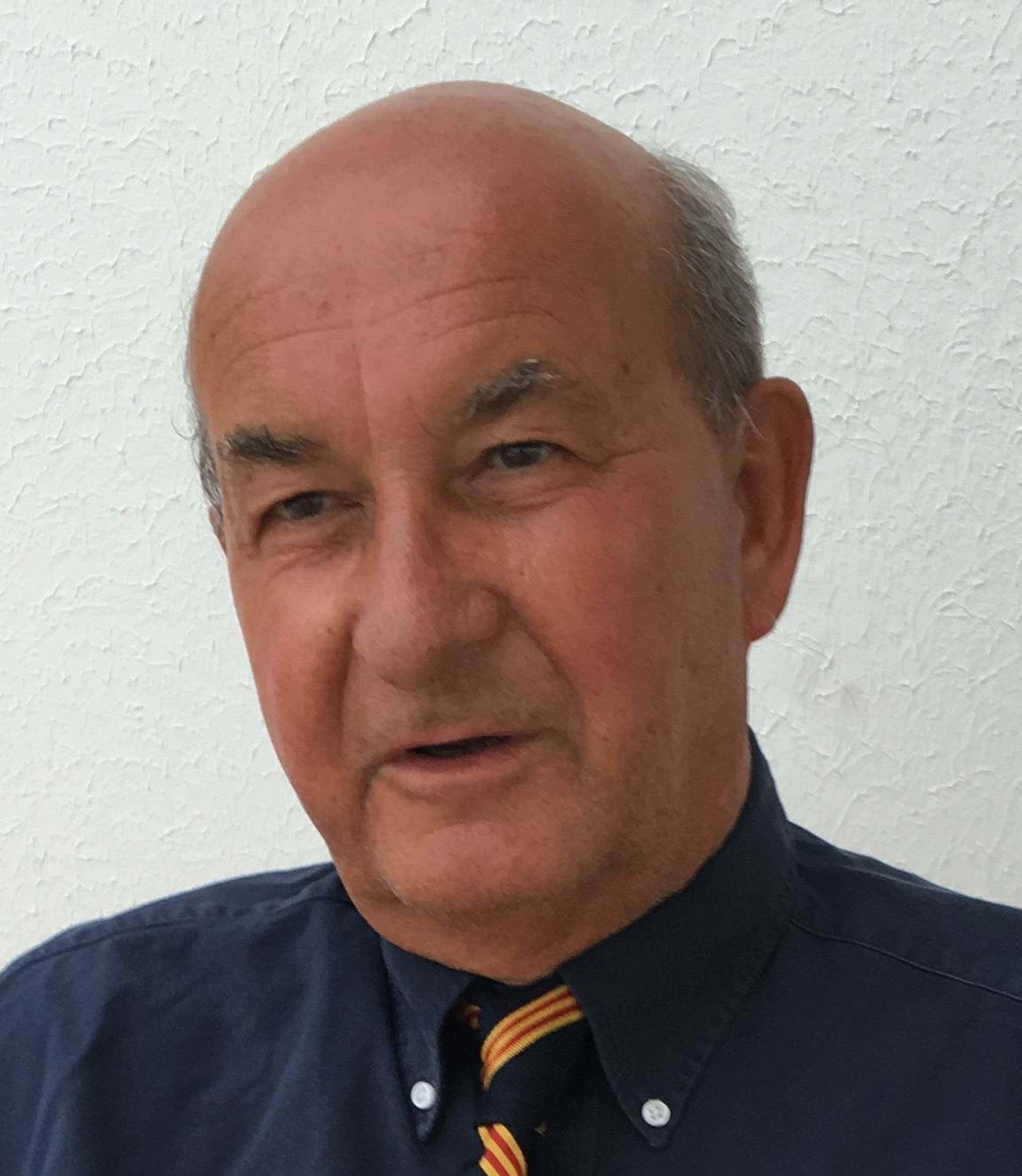
Wolfgang Hans Zangemeister

Wolfgang Hans Zangemeister (* 16. Juli 1945 in Hamburg) ist ein deutscher Neurologe. Er leitet eine Praxis und Labor für Schwindel, Seh- und Gleichgewichtsstörungen am Medizinischen Präventions-Centrum in Hamburg.

## Leben
Wolfgang Zangemeister ist ein Sohn von Hans Zangemeister, Enkel von Wilhelm Zangemeister und Urenkel von Karl Zangemeister. Seine Brüder sind Christof Zangemeister (* 1939) (Nutzwertanalyse) und Eberhart Zangemeister (* 1941), Andrea Zangemeister (* 1942) ist seine Cousine.
Zangemeister bestand das Abitur 1964 an der Gelehrtenschule des Johanneums in Hamburg. Danach studierte er Humanmedizin in Berlin und München, wo er 1971 das medizinische Staatsexamen ablegte. Mit seiner Dissertation am Max-Planck-Institut für Psychiatrie in München bei Hermann Pohlmeier und Norbert Mattussek wurde er im August 1972 an der Ludwig-Maximilians-Universität München zum Dr. med. promoviert.
Zangemeister studierte außerdem von Oktober 1967 bis Juli 1971 an der Akademie der Bildenden Künste in München bei Mac Zimmermann Malerei und Kinetische Skulptur. Im Juli 1971 stellte er mit seiner Gruppe „Fiction München“ im Rahmen der „jungen deutschen Kunst: 14 mal 14“ Gruppenarbeiten unter der Leitung von Klaus Gallwitz in der Kunsthalle Baden-Baden ein kinetisches Environment aus. In der Reihe „14 mal 14“ (1968–1973) wurde die Staatliche Kunsthalle Baden-Baden dem Publikum als offenes Atelier für jeweils zwei Wochen dargeboten.
Im Januar 1972 wurde Zangemeister wissenschaftlicher Mitarbeiter an der Neurologischen Universitätsklinik Hamburg-Eppendorf bei Rudolf Janzen. Im Sommer 1978 sowie von Anfang 1979 bis Ende 1980 arbeitete Zangemeister als Post-Doc u. a. mit einem Auslandsstipendium der Deutschen Forschungsgemeinschaft an der University of California, Berkeley, am Department of Physiological Optics, School of Optometry and Department of Biomedical Engineering bei Lawrence W. Stark, sowie an der University of California, San Francisco, am Department of Neurosurgery and Neuro-Ophthalmology bei William F. Hoyt.
1982 habilitierte er sich mit dem Thema „Aktive Kopfrotationen und Blickkoordination“ an der Universität Hamburg. 1987 wurde er dort zum außerplanmäßigen Professor ernannt. Von 2000 bis zu seiner Pensionierung 2011 war er Leiter der Neurologischen Poliklinik der Universitätsklinik Hamburg-Eppendorf. In seinem Forschungslabor betreut er mit Carsten Buhmann weiterhin Doktoranden für gemeinsame Forschungsprojekte gefördert durch die Rickertsen Stiftung Hamburg, die sich aus frueheren Studien mit C.Kennard ergaben.
Von 1981 bis 2004 arbeitete Zangemeister jeweils für ein bis zwei Monate als Visiting Professor an der University of California, Berkeley, in Kooperation mit dem Labor von Lawrence Stark zu Fragen von visual-vestibular interaction beim Menschen, Modell-Simulationen motorischer Systeme wie Kopf- und Augenbewegung, sowie dem calorisch induzierten Nystagmus.

## Forschungsthemen
Das Ziel seiner Arbeiten ist es, die neuronalen Prozesse bei sogenannten höheren kognitiven Leistungen wie etwa bei der visuellen Wahrnehmung, beim bildlichen Vorstellen, oder bei anderen Denkleistungen aufzuklären. Zangemeister ist international u. a. bekannt für seine Forschungen und Überlegungen zu den klinisch neurophysiologischen Grundlagen von Aufmerksamkeits- und Identifizierungs-Vorgängen der Bilderkennung und Bildbewertung.
Seine Forschungsschwerpunkte betreffen den Bereich Visuelles System, die Visuelle Wahrnehmung durch das Gehirn, sowie die neurobiologischen Grundlagen für Kunst und Ästhetik, speziell die Frage, was Neuroaesthetik zum besseren Verständnis in diesem Zusammenhang beitragen kann. Die Bestätigung der Scanpath-Theorie für das aktive top-down Sehen unter normalen und pathologischen Bedingungen, d. h. realen und mittels virtual reality simulierten Gesichtsfeldstörungen, ist ebenso ein langfristiges Projekt der Studien von Zangemeister wie der Einfluss motorischer Defizite dabei. In Korrespondenz dazu analysierte Zangemeister den Zusammenhang von strukturellen und synästhetischen Inhalten in der bildenden Kunst und ausgewählter Literatur der klassischen Moderne (siehe Werke).
Zangemeister zeigte wie das Zusammenwirken von synästhetischen Qualia mit verborgenen und mehrfachen Bedeutungen schon immer eine große Bedeutung für die innere Qualität von bildnerischen Kunstwerken gehabt haben. Synästhesie entsteht durch eine synchrone Verknüpfung einer Sinnesmodalität mit einer oder mehreren anderen Sinnesmodalitäten. In der Kunst bezeichnet Synästhesie Transfer und Integration von sensorischen Qualitäten und Bedeutungen innerhalb perzeptueller Modalitäten in der bildenden Kunst, Musik und Literatur. Letztere war für ihn Anlass zu strukturellen Analysen bei ausgewählten Schriften Gottfried Benns und Robert Musils (siehe Werke).

## Werke
- mit Gabriele Leidloff: log – in/locked out. Ein Forum zwischen Kunst und Neurowissenschaft. 1999.
- mit W. Müller-Jensen, S. Brieler, J. Zippel: Gottfried Benn zum 100.Geburtstag. Schriften zu Werk und Persönlichkeit von Medizinern und Philologen. Königshausen und Neumann, 1988, ISBN 3-88479-365-9.
- mit S. S. Stiehl, C. Freksa: Visual Attention and Cognition. Elsevier, Amsterdam/Oxford/New York 1996, ISBN 0-444-82291-7.
- Sprache und Kultur: Robert Musil, Möglichkeit und Mathematische Mystik. Shaker, Aachen 1997, ISBN 3-8265-3044-6.
- Gottfried Benn’s Absolute Prose. Koenigshausen & Neumann, Würzburg 1998, ISBN 3-8260-1676-9.
- mit K. Poppensieker, H. Hoekendorf: Cognitive field of vision rehabilitation through coordinated gaze-motor strategies. Shaker, Aachen 1999, ISBN 3-8265-4547-8.
- mit Gabriele Leidloff: log – in/locked out. Ein forum zwischen kunst und neurowissenschaft. 1999.
- Synaesthesie und Bilderrätsel. BoD, Hamburg 2005, ISBN 3-8334-2212-2.
- mit L. W. Stark: The Artistic Brain beyond the Eye. Author-House, London-Bloomington 2007, ISBN 978-1-4259-8899-9.
- Robert Musil – Opportunity, Mathematics, Mysticism. Shaker, Aachen 2011, ISBN 978-3-8322-9720-6.
- Synästhesie und Bilderrätsel. Hamburg 2013, ISBN 978-3-7386-8464-3.
- The function of Synaesthetic Image Contents. Hamburg 2014, ISBN 978-3-7386-8466-7.
- Eye-Vision-Mind-Neuroaesthetics: Naive and professional views of art and non-art. BoD, Hamburg 2016. ISBN 978-3-7412-2068-5

## Mitgliedschaften
- American Neurology Association
- New York Academy of Sciences
- American Society for Neuroscience
- European Academy of Neurology
- Deutsche Gesellschaft für Neurologie (DGN)
- Deutsche Neurowissenschaftliche Gesellschaft
- The Society for the Neural Control of Movement (NCM Society)